# Форт-15
Форт-15 — напівавтоматичний (самозарядний) пістолет 9-мм калібру українського виробництва. Призначений для ураження живої сили противника на відстані до 50 м.
- Калібр: 9х19 Люгер
- Кількість патронів в магазині, шт.: 16
- Довжина ствола, мм: 108
- Довжина пістолета, мм: 190
- Висота пістолета, мм: 140
- Ширина пістолета, мм: 35
- Маса пістолета з магазином без патронів, кг: 0.73
- Початкова швидкість польоту кулі, м/с: 370
- Практична скорострільність, постр./хв.: 40

Розроблений у КП НВО "Форт", Україна.